# 謝耶
謝耶（匈牙利語：Sellye，匈牙利語發音：[ˈʃɛjːɛ]）是匈牙利巴蘭尼亞州的城鎮，位於該國南部，面積25.18平方公里，鎮上的城鎮建於18世紀，2011年人口2,761，其中約六成居民信奉天主教。